# Copa Panamericana de Voleibol Femenino de 2022
La Copa Panamericana de Voleibol Femenino de 2022 fue la XIX edición de este torneo de selecciones nacionales femeninas de voleibol pertenecientes a la NORCECA y a la Confederación Sudamericana de Voleibol (CSV). Se llevó a cabo del 19 al 29 de agosto de 2022 en México y fue organizado por la Federación Mexicana de Voleibol bajo la supervisión de la Unión Panamericana de Voleibol.
La campeona fue la selección de República Dominicana, obteniendo el título por segunda ocasión consecutiva tras vencer en la final a Colombia.

## Equipos participantes
Un máximo de 10 selecciones podían clasificarse mediante ranking para participar en el torneo, los equipos clasificados fueron los 8 mejores del ranking NORCECA y los 2 mejores del ranking de la CSV.
NORCECA (Confederación del Norte, Centroamérica y del Caribe):
- Canadá
- Costa Rica
- Cuba
- Estados Unidos
- México (local)
- Puerto Rico
- República Dominicana
- Nicaragua

CSV (Confederación Sudamericana de Vóley):
- Colombia
- Perú

## Resultados
- Las horas indicadas corresponden al huso horario local de México: UTC-5.

### Fase de grupos
– Clasificados a las semifinales. 
     – Clasificados a los cuartos de final.
     – Pasan a disputar las semifinales 7.° al 10.° lugar.

#### Grupo A
- Sede: Arena Sonora, Hermosillo.

| Pos. | Equipo               | Partidos | Partidos | Partidos | Pts. | Sets | Sets | Sets  | Puntos | Puntos | Puntos |
| Pos. | Equipo               | PJ       | PG       | PP       | Pts. | SG   | SP   | Ratio | PG     | PP     | Ratio  |
| ---- | -------------------- | -------- | -------- | -------- | ---- | ---- | ---- | ----- | ------ | ------ | ------ |
| 1    | República Dominicana | 4        | 4        | 0        | 20   | 12   | 2    | 6.000 | 337    | 222    | 1.518  |
| 2    | Estados Unidos       | 4        | 3        | 1        | 15   | 11   | 4    | 2.750 | 322    | 284    | 1.134  |
| 3    | Puerto Rico          | 4        | 2        | 2        | 10   | 6    | 8    | 0.750 | 282    | 250    | 1.128  |
| 4    | Perú                 | 4        | 1        | 3        | 5    | 6    | 9    | 0.667 | 304    | 316    | 0.962  |
| 5    | Costa Rica           | 4        | 0        | 4        | 0    | 0    | 12   | 000   | 143    | 300    | 0.477  |

| Fecha        | Hora  | Equipo 1             | Res.  | Equipo 2       | Set 1 | Set 2 | Set 3 | Set 4 | Set 5 | Total    | Reporte |
| ------------ | ----- | -------------------- | ----- | -------------- | ----- | ----- | ----- | ----- | ----- | -------- | ------- |
| 21 de agosto | 14:00 | República Dominicana | 3 – 0 | Costa Rica     | 25-9  | 25-8  | 25-9  |       |       | 75 – 26  | P2 P3   |
| 21 de agosto | 18:00 | Estados Unidos       | 3 – 1 | Perú           | 25-13 | 21-25 | 25-22 | 25-17 |       | 96 – 77  | P2 P3   |
| 22 de agosto | 14:00 | República Dominicana | 3 – 0 | Perú           | 25-13 | 25-18 | 25-22 |       |       | 75 – 53  | P2 P3   |
| 22 de agosto | 18:00 | Estados Unidos       | 3 – 0 | Puerto Rico    | 25-19 | 25-16 | 25-22 |       |       | 75 – 57  | P2 P3   |
| 23 de agosto | 14:00 | Perú                 | 3 – 0 | Costa Rica     | 25-15 | 25-12 | 25-14 |       |       | 75 – 41  | P2 P3   |
| 23 de agosto | 18:00 | República Dominicana | 3 – 0 | Puerto Rico    | 25-17 | 25-11 | 25-18 |       |       | 75 – 46  | P2 P3   |
| 24 de agosto | 14:00 | Estados Unidos       | 3 – 0 | Costa Rica     | 25-14 | 25-17 | 25-7  |       |       | 75 – 38  | P2 P3   |
| 24 de agosto | 18:00 | Puerto Rico          | 3 – 2 | Perú           | 23-25 | 25-20 | 16-25 | 25-17 | 15-12 | 104 – 99 | P2 P3   |
| 25 de agosto | 14:00 | Puerto Rico          | 3 – 0 | Costa Rica     | 25-12 | 25-14 | 25-12 |       |       | 75 – 38  | P2 P3   |
| 25 de agosto | 18:00 | República Dominicana | 3 – 2 | Estados Unidos | 23-25 | 24-26 | 25-16 | 25-22 | 15-8  | 112 – 97 | P2 P3   |

#### Grupo B
- Sede: Arena Sonora, Hermosillo.

| Pos. | Equipo    | Partidos | Partidos | Partidos | Pts. | Sets | Sets | Sets  | Puntos | Puntos | Puntos |
| Pos. | Equipo    | PJ       | PG       | PP       | Pts. | SG   | SP   | Ratio | PG     | PP     | Ratio  |
| ---- | --------- | -------- | -------- | -------- | ---- | ---- | ---- | ----- | ------ | ------ | ------ |
| 1    | Colombia  | 4        | 4        | 0        | 20   | 12   | 0    | MAX   | 305    | 195    | 1.564  |
| 2    | México    | 4        | 3        | 1        | 15   | 9    | 4    | 2.250 | 299    | 242    | 1.236  |
| 3    | Cuba      | 4        | 2        | 2        | 10   | 7    | 6    | 1.167 | 284    | 271    | 1.048  |
| 4    | Canadá    | 4        | 1        | 3        | 5    | 3    | 9    | 0.928 | 259    | 279    | 0.928  |
| 5    | Nicaragua | 4        | 0        | 4        | 0    | 0    | 12   | 000   | 140    | 300    | 0.467  |

| Fecha        | Hora  | Equipo 1 | Res.  | Equipo 2  | Set 1 | Set 2 | Set 3 | Set 4 | Set 5 | Total   | Reporte |
| ------------ | ----- | -------- | ----- | --------- | ----- | ----- | ----- | ----- | ----- | ------- | ------- |
| 21 de agosto | 16:00 | Canadá   | 0 – 3 | Cuba      | 16-25 | 26-28 | 23-25 |       |       | 65 – 78 | P2 P3   |
| 21 de agosto | 20:00 | México   | 3 – 0 | Nicaragua | 25-11 | 25-8  | 25-9  |       |       | 75 – 28 | P2 P3   |
| 22 de agosto | 16:00 | Colombia | 3 – 0 | Canadá    | 25-18 | 25-14 | 28-26 |       |       | 78 – 58 | P2 P3   |
| 22 de agosto | 20:00 | México   | 3 – 1 | Cuba      | 24-26 | 25-16 | 25-16 | 25-18 |       | 99 – 76 | P2 P3   |
| 23 de agosto | 16:00 | Cuba     | 3 – 0 | Nicaragua | 25-7  | 25-11 | 25-14 |       |       | 75 – 32 | P2 P3   |
| 23 de agosto | 20:00 | México   | 0 – 3 | Colombia  | 14-25 | 25-27 | 11-25 |       |       | 50 – 77 | P2 P3   |
| 24 de agosto | 16:00 | Canadá   | 3 – 0 | Nicaragua | 25-10 | 25-19 | 25-19 |       |       | 75 – 48 | P2 P3   |
| 24 de agosto | 20:00 | Cuba     | 0 – 3 | Colombia  | 16-25 | 22-25 | 17-25 |       |       | 55 – 75 | P2 P3   |
| 25 de agosto | 16:00 | Colombia | 3 – 0 | Nicaragua | 25-8  | 25-12 | 25-12 |       |       | 75 – 32 | P2 P3   |
| 25 de agosto | 20:00 | México   | 3 – 0 | Canadá    | 25-19 | 25-21 | 25-21 |       |       | 75 – 61 | P2 P3   |

### Fase final

#### Clasificación 7.º al 10.º puesto
- Sede: Arena Sonora, Hermosillo.

|  | Semifinales 7.º al 10.º puesto | Semifinales 7.º al 10.º puesto |   |           | Partido 7.º y 8.º puesto  | Partido 7.º y 8.º puesto |  |
|  |                                |                                |   |           |                           |                          |  |
|  |                                |                                |   |           |                           |                          |  |
|  | Costa Rica                     | 3                              |   |           |                           |                          |  |
|  | Nicaragua                      | 2                              |   |           |                           |                          |  |
|  |                                |                                |   |           |                           |                          |  |
|  |                                |                                |   |           |                           |                          |  |
|  |                                |                                |   |           | Costa Rica                | 0                        |  |
|  |                                | Perú                           | 3 |           |                           |                          |  |
|  |                                |                                |   |           |                           |                          |  |
|  |                                |                                |   |           |                           |                          |  |
|  |                                |                                |   |           | Partido 9.º y 10.º puesto |                          |  |
|  |                                |                                |   |           |                           |                          |  |
|  | Perú                           | 3                              |   | Nicaragua | 0                         |                          |  |
|  | Canadá                         | 0                              |   |           | Canadá                    | 3                        |  |

##### Semifinales 7.º al 10.º puesto
| Fecha        | Hora  | Equipo 1   | Res.  | Equipo 2  | Set 1 | Set 2 | Set 3 | Set 4 | Set 5 | Total    | Reporte |
| ------------ | ----- | ---------- | ----- | --------- | ----- | ----- | ----- | ----- | ----- | -------- | ------- |
| 26 de agosto | 14:00 | Costa Rica | 3 – 2 | Nicaragua | 19-25 | 20-25 | 25-14 | 25-22 | 15-13 | 104 – 99 | P2 P3   |
| 26 de agosto | 16:00 | Perú       | 3 – 0 | Canadá    | 25-22 | 25-22 | 25-18 |       |       | 75 – 62  | P2 P3   |

##### Partido por el 9.° y 10.° puesto
| Fecha        | Hora  | Equipo 1  | Res.  | Equipo 2 | Set 1 | Set 2 | Set 3 | Set 4 | Set 5 | Total   | Reporte |
| ------------ | ----- | --------- | ----- | -------- | ----- | ----- | ----- | ----- | ----- | ------- | ------- |
| 27 de agosto | 14:00 | Nicaragua | 0 – 3 | Canadá   | 21-25 | 14-25 | 22-25 |       |       | 57 – 75 | P2 P3   |

##### Partido por el 7.° y 8.° puesto
| Fecha        | Hora  | Equipo 1   | Res.  | Equipo 2 | Set 1 | Set 2 | Set 3 | Set 4 | Set 5 | Total   | Reporte |
| ------------ | ----- | ---------- | ----- | -------- | ----- | ----- | ----- | ----- | ----- | ------- | ------- |
| 27 de agosto | 16:00 | Costa Rica | 0 – 3 | Perú     | 14-25 | 17-25 | 13-25 |       |       | 44 – 75 | P2 P3   |

#### Clasificación 1.º al 6.º puesto
- Sede: Arena Sonora, Hermosillo.

|  |                          |                          |                          |  |  | Cuartos de final | Cuartos de final | Cuartos de final |  |  | Semifinales | Semifinales     | Semifinales |  |  | Final                     | Final                     | Final                     |
|  |                          |                          |                          |  |  |                  |                  |                  |  |  |             |                 |             |  |  |                           |                           |                           |
|  |                          |                          |                          |  |  |                  |                  |                  |  |  | 1B          | Colombia        | 3           |  |  |                           |                           |                           |
|  | Partido 5.º y 6.º puesto | Partido 5.º y 6.º puesto | Partido 5.º y 6.º puesto |  |  | 2A               | Estados Unidos   | 3                |  |  | 2A          | Estados Unidos  | 1           |  |  |                           |                           |                           |
|  |                          |                          |                          |  |  | 3B               | Cuba             | 2                |  |  |             |                 |             |  |  | 1B                        | Colombia                  | 1                         |
|  | 3A                       | Cuba                     | 3                        |  |  |                  |                  |                  |  |  |             |                 |             |  |  | 1A                        | Rep. Dominicana           | 3                         |
|  | 2A                       | Puerto Rico              | 1                        |  |  |                  |                  |                  |  |  | 1A          | Rep. Dominicana | 3           |  |  |                           |                           |                           |
|  |                          |                          |                          |  |  | 2B               | México           | 3                |  |  | 2B          | México          | 1           |  |  | Partido 3.er y 4.º puesto | Partido 3.er y 4.º puesto | Partido 3.er y 4.º puesto |
|  |                          |                          |                          |  |  | 3A               | Puerto Rico      | 2                |  |  |             |                 |             |  |  |                           |                           |                           |
|  |                          |                          |                          |  |  |                  |                  |                  |  |  |             |                 |             |  |  | 2B                        | México                    | 1                         |
|  |                          |                          |                          |  |  |                  |                  |                  |  |  |             |                 |             |  |  | 2A                        | Estados Unidos            | 3                         |

##### Cuartos de final
| Fecha        | Hora  | Equipo 1       | Res.  | Equipo 2    | Set 1 | Set 2 | Set 3 | Set 4 | Set 5 | Total     | Reporte |
| ------------ | ----- | -------------- | ----- | ----------- | ----- | ----- | ----- | ----- | ----- | --------- | ------- |
| 26 de agosto | 18:00 | Estados Unidos | 3 – 2 | Cuba        | 27-29 | 22-25 | 25-22 | 25-16 | 19-17 | 118 – 109 | P2 P3   |
| 26 de agosto | 20:00 | México         | 3 – 2 | Puerto Rico | 25-17 | 25-19 | 18-25 | 20-25 | 15-12 | 103 – 98  | P2 P3   |

##### Semifinales
| Fecha        | Hora  | Equipo 1             | Res.  | Equipo 2       | Set 1 | Set 2 | Set 3 | Set 4 | Set 5 | Total    | Reporte |
| ------------ | ----- | -------------------- | ----- | -------------- | ----- | ----- | ----- | ----- | ----- | -------- | ------- |
| 27 de agosto | 18:00 | Colombia             | 3 – 1 | Estados Unidos | 25-16 | 25-27 | 25-20 | 25-20 |       | 100 – 83 | P2 P3   |
| 27 de agosto | 20:00 | República Dominicana | 3 – 1 | México         | 23-25 | 25-21 | 25-8  | 25-14 |       | 96 – 68  | P2 P3   |

##### Partido por el 5.º y 6.º puesto
| Fecha        | Hora  | Equipo 1 | Res.  | Equipo 2    | Set 1 | Set 2 | Set 3 | Set 4 | Set 5 | Total   | Reporte |
| ------------ | ----- | -------- | ----- | ----------- | ----- | ----- | ----- | ----- | ----- | ------- | ------- |
| 28 de agosto | 14:00 | Cuba     | 3 – 1 | Puerto Rico | 14-25 | 25-22 | 25-23 | 25-21 |       | 89 – 91 | P2 P3   |

##### Partido por el3.ery 4.º puesto
| Fecha        | Hora  | Equipo 1 | Res.  | Equipo 2       | Set 1 | Set 2 | Set 3 | Set 4 | Set 5 | Total   | Reporte |
| ------------ | ----- | -------- | ----- | -------------- | ----- | ----- | ----- | ----- | ----- | ------- | ------- |
| 28 de agosto | 16:00 | México   | 1 – 3 | Estados Unidos | 19-25 | 26-24 | 16-25 | 11-25 |       | 72 – 99 | P2 P3   |

##### Final
| Fecha        | Hora  | Equipo 1 | Res.  | Equipo 2             | Set 1 | Set 2 | Set 3 | Set 4 | Set 5 | Total   | Reporte |
| ------------ | ----- | -------- | ----- | -------------------- | ----- | ----- | ----- | ----- | ----- | ------- | ------- |
| 28 de agosto | 18:00 | Colombia | 1 – 3 | República Dominicana | 25-21 | 13-25 | 21-25 | 16-25 |       | 75 – 96 | P2 P3   |

## Clasificación general
| \| Pos. \| Equipo \| \| ----------------- \| -------------------- \| \| Medalla de oro \| República Dominicana \| \| Medalla de plata \| Colombia \| \| Medalla de bronce \| Estados Unidos \| \| 4 \| México \| \| 5 \| Cuba \| \| 6 \| Puerto Rico \| \| 7 \| Perú \| \| 8 \| Costa Rica \| \| 9 \| Canadá \| \| 10 \| Nicaragua \| |                      |
| Pos. | Equipo               |
| Medalla de oro | República Dominicana |
| Medalla de plata | Colombia             |
| Medalla de bronce | Estados Unidos       |
| 4 | México               |
| 5 | Cuba                 |
| 6 | Puerto Rico          |
| 7 | Perú                 |
| 8 | Costa Rica           |
| 9 | Canadá               |
| 10 | Nicaragua            |